# (r)Evolution
(r)Evolution é o nono álbum de estúdio da banda HammerFall. Foi lançado em 27 de agosto de 2014 na Suécia, 29 de agosto na maior parte da Europa, 1 de setembro no Reino Unido e em 2 de setembro na América do Norte. É seu segundo álbum produzido por James Michael e os guitarristas da banda Oscar Dronjak e Pontus Norgren.  Em 4 de setembro de 2014, (r)Evolution veio a ser Nº 1 na Sverigetopplistan (parada musical sueca).

## Lista de faixas
| N.º            | Título                                                         | Compositor(es)         | Duração |  |
| 1.             | "Hector's Hymn"                                                | Dronjak, Cans          | 5:54    |  |
| 2.             | "(r)Evolution"                                                 | Dronjak, Cans          | 4:25    |  |
| 3.             | "Bushido"                                                      | Dronjak, Cans, Norgren | 4:39    |  |
| 4.             | "Live Life Loud"                                               | Dronjak, Cans          | 3:32    |  |
| 5.             | "Ex Inferis"                                                   | Dronjak, Cans          | 4:40    |  |
| 6.             | "We Won't Back Down"                                           | Dronjak, Cans          | 4:19    |  |
| 7.             | "Winter Is Coming"                                             | Dronjak                | 3:49    |  |
| 8.             | "Origins"                                                      | Dronjak, Cans          | 4:58    |  |
| 9.             | "Tainted Metal"                                                | Cans, Norgren          | 4:37    |  |
| 10.            | "Evil Incarnate"                                               | Dronjak, Cans          | 4:35    |  |
| 11.            | "Wildfire"                                                     | Dronjak, Cans, Norgren | 4:05    |  |
| 12.            | "Demonized" (Limited Edition bonus track)                      |                        | 3:36    |  |
| 13.            | "The Way Of the Warrior (Remix)" (Limited Edition bonus track) |                        | 4:07    |  |
| Duração total: | Duração total:                                                 | Duração total:         | 49:37   |  |

## Créditos
- Joacim Cans - vocais principais e backing vocals
- Oscar Dronjak - guitarra rítmica, solo, teclado, backing vocals, produção
- Pontus Norgren - guitarra rítmica, solo, backing vocals, produção
- Fredrik Larsson - baixo e backing vocals
- Anders Johansson - bateria

Equipe técnica
- Fredrik Nordström - produção
- James Michael - produção

## Desempenho nas paradas
| Parada musical (2014)                 | Melhor posição |
| ------------------------------------- | -------------- |
| Áustria (Ö3 Austria Top 40)           | 13             |
| Bélgica (Ultratop Flandres)           | 90             |
| Bélgica (Ultratop Valônia)            | 71             |
| Chéquia                               | 4              |
| Finlândia (Suomen virallinen lista)   | 10             |
| França (SNEP)                         | 85             |
| Alemanha (Offizielle Deutsche Charts) | 4              |
| Hungria (MAHASZ)                      | 15             |
| Suécia (Sverigetopplistan)            | 1              |
| Suíça (Schweizer Hitparade)           | 5              |
| Reino Unido                           | 110            |
| Estados Unidos (Heatseekers)          | 1              |